# Aloe esculenta
Aloe esculenta är en grästrädsväxtart som beskrevs av Leslie Larry Charles Leach. Aloe esculenta ingår i släktet Aloe och familjen grästrädsväxter. Inga underarter finns listade i Catalogue of Life.